# Siedlung Am Kaiserstuhl

Ansichtskarte Zeche Kaiserstuhl, Schacht I. Rechts in der Darstellung die Siedlung Am Kaiserstuhl. (Ansicht von Mündung Brunnenstraße/Bornstraße. Datum des Poststempels: 29. November 1913.)

Die Siedlung Am Kaiserstuhl war eine Zechenkolonie im heutigen Gewerbegebiet Bornstraße-Ost in der Dortmunder Nordstadt. Sie wurde in den Jahren 1891/92 von der Zeche Vereinigte Westphalia zeitgleich mit dem Abteufen des Schachtes Kaiserstuhl 2 errichtet. Die Erschließungsstraße erhielt den Namen Am Kaiserstuhl. Nachdem die zur Zeche Kaiserstuhl zusammengefassten Betriebsanlagen 1899 zum Kern des Bergwerkseigentums der Eisen- und Stahlwerk Hoesch AG geworden waren, wurden die Arbeiterwohnhäuser 1905 durch vier Beamtenwohnhäuser erweitert.
Nach Schließung der Zeche Kaiserstuhl 1966 übernahm die Stadt Dortmund die Industrieflächen, auf denen das Westfalen-Einkaufszentrum Dortmund (WEZ) und das Freizeitbad Tropa Mare entstanden. Die Siedlung, die ihre Funktion als Werkssiedlung verloren hatte und zu einer Wohnenklave zwischen der mehrspurig und für den Stadtbahnbetrieb ausgebauten Bornstraße, der Maschinenfabrik Deutschland und der Bahnstrecke Dortmund–Gronau sowie den Gleisanlagen der Westfalenhütte geworden war, wurde Ende 1975 für die Erweiterung des Städtischen Fuhrparks abgerissen und die Straße Am Kaiserstuhl eingezogen.

## Wohnungsbestand
Im ersten Bauabschnitt wurden 15 unverputzte Ziegelbauten für zwei und vier Familien errichtet. Die vier Anschlussbauten sind in ihrer Ziegelornamentierung aufwändiger gestaltet.

## Bilder
Möglicherweise wegen der versteckten Lage gibt es kaum Ansichten von der Siedlung bzw. nur in Verbindung mit Ansichten von der Zeche Kaiserstuhl.
- Lagekarte Zeche Kaiserstuhl und Siedlung Am Kaiserstuhl